# Les noves aventures de Peter Pan
Les noves aventures de Peter Pan (en francès, Les Nouvelles Aventures de Peter Pan; en anglès, The New Adventures of Peter Pan) és una sèrie de televisió d'animació de coproducció francesa, índia i alemanya, que consta de 52 episodis en dues temporades. Es va emetre a França al canal France 3 del 22 de desembre de 2012 al 25 de juny de 2016. S'ha doblat al català pel canal Super3.
Durant les temporades 2015 - 2016 es va produir un espectacle nocturn, amb el títol homònim, per al parc d'atraccions de Mirabilandia en col·laboració amb la producció de la sèrie.
Inspirada en la novel·la Peter Pan i Wendy de James Matthew Barrie, la sèrie pren alguns personatges i n'afegeix d'altres, canviant també l'escenari al Londres contemporani.